# Krless
Krless je česká hudební skupina hrající evropskou hudbu vrcholného středověku.
Kapela vznikla v roce 1994 a od svého vzniku vydala čtyři řadová alba, kterých se prodalo přibližně 20000 kusů, poslední, Morbida v roce 2015. Kapela ve svých aranžích pracuje s původní melodií a textem písní z období 13.–15. století pocházejících z Francie, Turecka, Německa, Itálie, Španělska či Čech. Krless se zabývá jak hudbou světskou, tak úpravami skladeb duchovních.
Kapela vystupuje na historických slavnostech, trzích a koncertech po celém světě. Účinkuje v televizních a filmových pořadech (Johanka z Arcu, Princezna se sloníma nohama, Borgia) či hudebně doprovází divadelní představení. Leckdy se svou hudbou stojí i na velkých podiích ve zvučené verzi a jejich hudba dokáže posluchače řádně rozehřát.

## Sestava

### Stálá sestava
- Josef Vondráček
  - flétna, dudy, šalmaj, chalumeau, rohy, perkuse, zpěv
- Jan Klíma
  - cistra, šalmaj, dudy, perkuse, zpěv
- Martin Pergl
  - fidula, cistra, zpěv
- Petr Marek
  - bicí, perkuse, zpěv

### Občasní hosté
- Karel Zich
  - kontrabas

## Diskografie
- Morbida
  - rok: 2015, čas: 53:16, nosič: CD
- Ecce Krless
  - rok: 2005, čas: 63:47, nosič: CD
- Hoyetoe
  - rok: 2000, čas: 55:40, nosič: CD
- Krless - hudci písní nejstarších
  - rok: 1998, čas: 61:10, nosič: CD, MC